# Melchior Anderegg

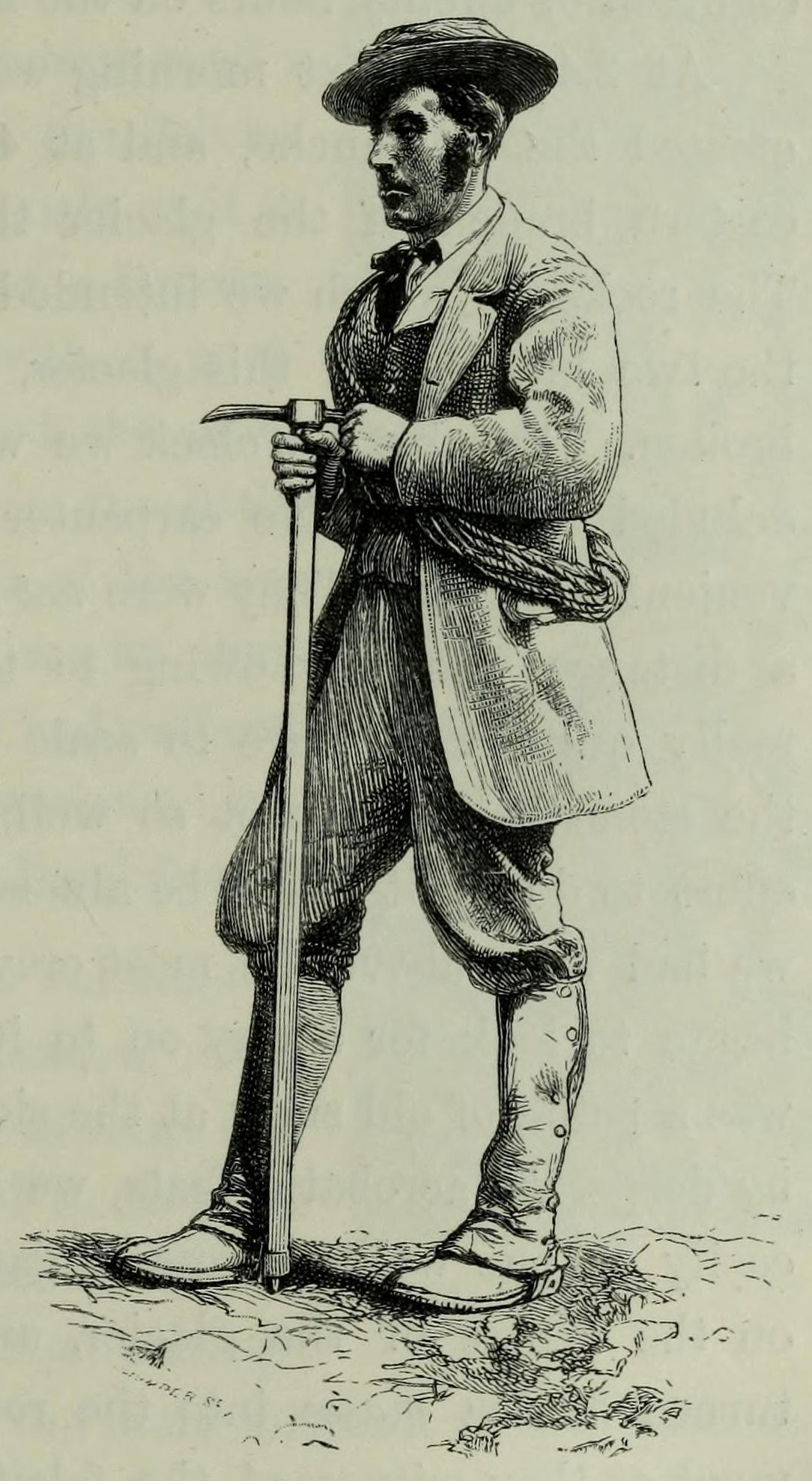
Grabado que realizó Whymper de Melchior Anderegg (1864).

Melchior Anderegg (Zaun - Meiringen, 28 de marzo de 1828-Husen, 8 de diciembre de 1914) fue un montañero y guía suizo. Descubridor de la vía clásica del Mont Blanc (por la arista del glaciar Bossons) en 1859, fue también el fundador de la generación de los grandes guías del Oberland bernés.
Intervino en las primeras ascensiones de varias montañas destacadas en los Alpes occidentales durante la edad de oro y edad de plata del alpinismo. Sus clientes fueron en su mayoría británicos, el más famoso Leslie Stephen, el escritor, crítico y montañero; Anderegg también escaló ampliamente con miembros de la familia Walker, incluyendo Horace Walker y Lucy Walker, y con Florence Crauford Grove.

## Primeras ascensiones
Primeras ascensiones realizadas por Melchior Anderegg:
- Wildstrubel, 3.243 m (Alpes berneses), 11 de septiembre de 1858
- Rimpfischhorn, 4.199 m (Alpes Peninos), 9 de septiembre de 1859
- Alphubel, 4.206 m (Alpes Peninos), 9 de agosto de 1860
- Blüemlisalphorn, 3.664 m (Alpes berneses), 27 de agosto de 1860
- Monte Disgrazia, 3.678 m (Montes de Val Bregaglia), 23 de agosto de 1862
- Dent d'Hérens, 4.171 m (Alpes Peninos), 12 de agosto de 1863
- Parrotspitze, 4.432 m (Alpes Peninos), 16 de agosto de 1863
- Balmhorn, 3.698 m (Alpes berneses), 21 de julio de 1864
- Zinalrothorn, 4.221 m (Alpes Peninos), 22 de agosto de 1864
- Grandes Jorasses, 4.208 m (Macizo del Mont Blanc), 30 de junio de 1868

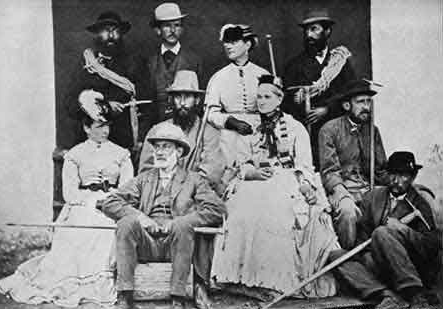
Melchior Anderegg (en pie, el cuarto por la izquierda), Horace Walker (sentado, tercero por la izquierda), Lucy Walker (en pie, tercero desde la izquierda)

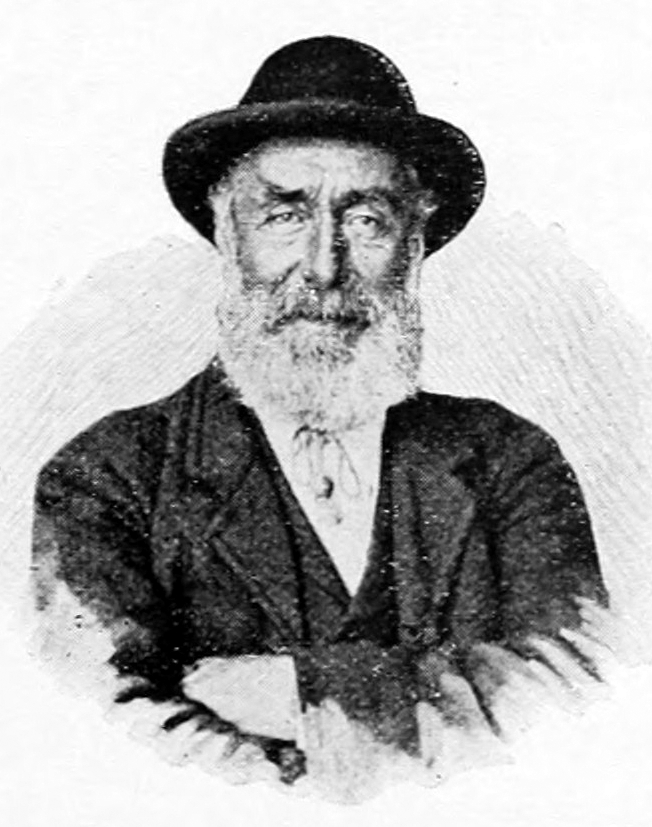
Retrato de Melchior Axderegg a los 68 años (de una fotografía de C. Myles Mathews)

Otros ascensos notables de Melchior Anderegg:
- Mont Blanc, 4.809 m, vía las Bosses du Dromedaire (1859)
- Mont Blanc vía la Dôme du Goûter (1861)
- Reconocimiento en solitario por la arista de Zmutt (Zmuttgrat) del Cervino (Alpes Peninos) (1863)
- Mont Blanc vía la cara Brenva (1865)
- Travesía invernal del Finsteraarhorn, 4.273 m (Alpes Berneses) (1866)
- Civetta, 3.220 m (Dolomitas) (1867)
- Ascenso en invierno del Plattenhörner (1869)
- Primer ascenso en invierno del Galenstock, 3.586 m (Alpes uraneses) (1877)

## Talla en madera
Anderegg fue también un tallista profesional y era propietario de una tienda en Zermatt que vendía sus tallas (de osos, grupos de rebecos, y águilas, entre otros temas), así como «Fotografías de todos los grandes picos alrededor de Zermatt», alpenstocks (bastones de montaña), gafas de nieve («con tinte azul, verde y neutral») y las guías de Whymper.